# Dipterus
Dipterus (Syn.: Catopterus, Eoctenodus, Pardipterus, Polyphractus) ist eine ausgestorbene Gattung der Lungenfische (Dipneusti) aus dem mittleren und oberen Devon. Dipterus war der erste Lungenfisch, der wissenschaftlich beschrieben wurde, einige Jahre vor der Entdeckung und Beschreibung des rezenten Südamerikanischen Lungenfisch im Jahre 1837.

## Merkmale
Dipterus waren kleine Fische mit einem schlanken, von rundlichen, dachziegelartig angeordneten Schuppen bedeckten Körper. Der Kopf war schmal, die Augen relativ groß, das Maul spitz. Der Schädel wies eine komplizierte Anordnung kleiner Knochen rund um die Augen und an den Kiefern auf. Die Kieferränder waren zahnlos. Wie bei späteren Lungenfischen saßen ein Paar großer, mit stark mineralisiertem Dentin überzogener Kauplatten in der Gaumenmitte. Sie dienten wahrscheinlich als Brechapparat für hartschalige Nahrung. Davor fanden sich kleinere zahnartige Gebilde. Dipterus ist der älteste Lungenfisch, der kraniale Rippen hatte, was vermuten lässt, das er auch schon Luft geatmet hat.

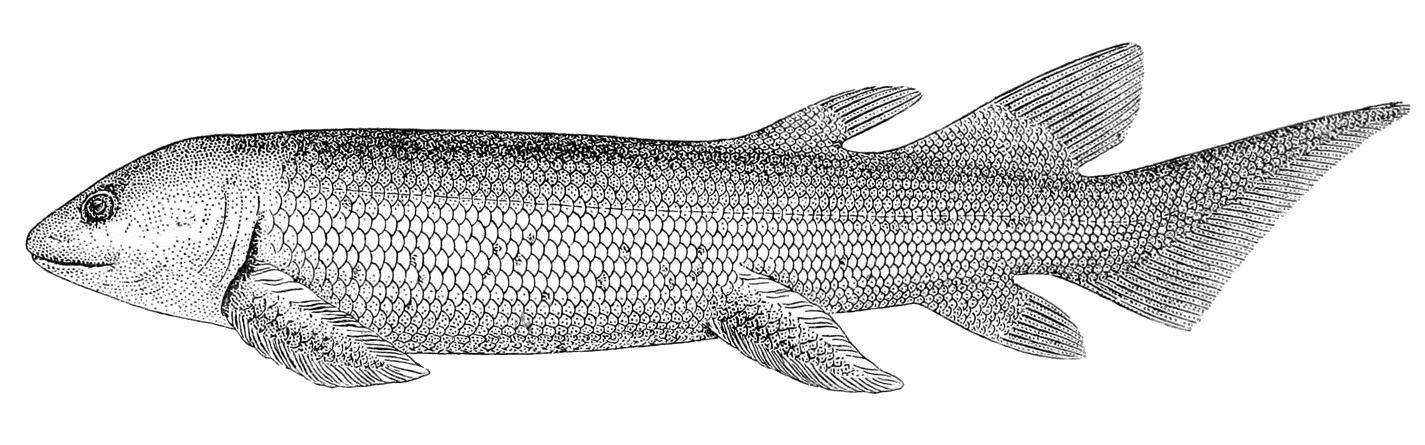
Künstlerische Lebendrekonstruktion von Dipterus valenciennesi

Beide Rückenflossen saßen weit hinten, kurz vor der Schwanzflosse. Die erste Rückenflosse war kleiner als die zweite. Beide saßen auf einem fleischigen Stiel. Die Schwanzflosse war heterocerk, direkt vor ihr saß unten eine kleine Afterflosse. Bauch- und Brustflossen waren schmal, langgestreckt und am Ende spitz. Ihr langer zentraler Teil war muskulös und wurde durch symmetrisch angeordnete Knochen gestützt.
Dipterus lebte im Süßwasser und ernährte sich fleischfressend (karnivor).